# 다핵아메바목
다핵아메바목(Pelobiontida)은 고아메바류에 속하는 아메바류 목 분류군의 하나이다. 민물 환경의 퇴적물에서 자유 생활을 하는 종이 많지만 동물의 장 안에서 기생하는 종도 포함되어 있다.

## 하위 분류
- 다핵아메바과 (Pelomyxidae)
  - 다핵아메바속 (Pelomyxa)
- 기생아메바과 또는 엔트아메바과 (Entamoebidae)
  - 엔트아메바속 (Entamoeba)
  - 마스티기나속 (Mastigina)